# Morning Glory Cloud

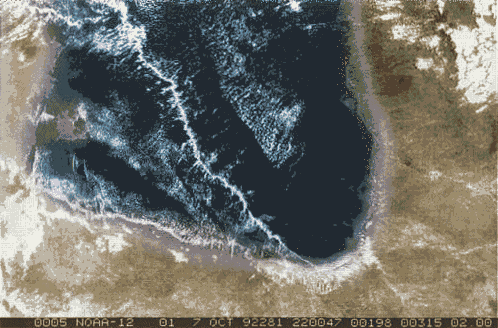
Uma formação Morning Glory observada por um satélite meteorológico.

Morning Glory Cloud é um fenômeno meteorológico raro. Uma nuvem Morning Glory (Glória da Manhã) é uma nuvem em forma de rolo que pode atingir até 1.000 km de comprimento e de 1 a 2 km de largura e que pode se deslocar a velocidade de até 60 km/h. Forma-se a uma altitude de 100 a 200 metros do solo. Os meteorologistas ainda não conseguem explicar totalmente sua origem. A teoria mais aceita atualmente é de que o fenômeno acontece quando há o choque de ventos em direções contrárias, com temperaturas, umidade e altitudes específicas, soprando de forma contínua. Podem durar várias horas e desfazem-se com o aumento da temperatura à medida que o Sol se eleva.
Dependendo das condições ambientes, podem surgir várias nuvens paralelas entre si. Foram registradas formações de até oito nuvens.
Essas nuvens já foram registradas em vários locais do mundo, mas no Golfo de Carpentária, no norte da Austrália, ocorrem com certa regularidade no período de setembro a novembro, atraindo turistas que querem presenciar este fenômeno de rara beleza.
Fotos de satélite já registraram gigantescas nuvens deste tipo na Austrália. Os aborígenes australianos já registravam este tipo de evento em suas histórias tribais.
Este fenômeno também já foi registrado no Brasil, México, Inglaterra, Alemanha, Rússia e Estados Unidos. 
No Brasil há seis casos registrados da nuvem. Um ocorrido em 2007, na bacia de Campos, Rio de Janeiro, que foi filmado por uma equipe da Petrobras, cuja duração foi de cerca de 3 horas. O segundo, em agosto de 2011, próximo a cidade de Rio Grande, Rio Grande do Sul. O terceiro, em dezembro de 2013, no litoral de São Paulo. O quarto, no dia 05 de agosto de 2014, na Grande Vitória (Vitória, Vilha Velha, Serra e Cariacica), no Espírito Santo. O quinto, no dia 13 de julho de 2015, no oeste do estado de Santa Catarina. E o sexto, no dia 07 de agosto de 2016, em São João da Barra, Cidade do interior do Estado do Rio de Janeiro - o fenômeno durou algumas horas, tempo suficiente para atrair muitos curiosos. 